# Monstera pittieri
Monstera pittieri är en kallaväxtart som beskrevs av Adolf Engler. Monstera pittieri ingår i släktet Monstera och familjen kallaväxter. Inga underarter finns listade.